# Лю Ци (политик)
Лю Ци (кит. трад. 劉淇, упр. 刘淇, пиньинь Liú Qí, род. 3 ноября 1942 года, уезд Уцзинь пров. Цзянсу) — китайский политик, член Политбюро ЦК КПК (2002—2012), глава Пекинского горкома КПК (2002—2012), мэр Пекина (1999—2003), министр металлургической промышленности КНР (1993—1998). В 1968—1993 годах прошёл путь от рабочего до директора Уханьской металлургической компании.
Член КПК с сентября 1975 года, член ЦК КПК (15 созыва, кандидат 14 созыва), член Политбюро (16—17 созывов).

## Биография
По национальности ханец.
Окончил 101-ю пекинскую среднюю школу и металлургический факультет Пекинского института стали, где учился в 1959—1964 годах, в 1964—1968 годах там же учился в аспирантуре, которую окончил. Инженер высшей категории.
К трудовой деятельности приступил в июне 1968 года в Уханьской металлургической компании: рабочий, техник, заместитель старшего мастера, старший мастер, начальник доменного цеха, замдиректора по производству доменного завода при Уханьской металлургической компании, начальник производственного отдела, в 1983-85 гг. замдиректора, с 1985 года первый заместитель директора, а в 1990—1993 годах директор, был также членом бюро парткома.
В 1993—1998 гг. министр металлургической промышленности КНР. Последний в этой должности — в результате реформы Госсовета КНР 1998 года это министерство было сокращено.
С ноября 1996 года также был председателем правления Китайского общества металловедения 6-го созыва.
С апреля 1998 года вице-мэр, в 1999—2003 гг. мэр Пекина. Также в 1998—2002 годах замглавы Пекинского горкома КПК.
В 2002—2012 гг. глава Пекинского горкома КПК.
В 2007 году вошёл в список Time 100 — ста наиболее влиятельных людей года по версии американского журнала Time (26-е место).
В 2007—2012 годах председатель Китайского олимпийского комитета.
Президент Пекинского Оргкомитета XXIX Олимпийских игр (2008).
С 2012 года зампред Центральной комиссии по руководству деятельностью в области укрепления духовной культуры.